# Club Deportivo Artístico Navalcarnero
El Club Deportivo Artístico Navalcarnero és un equip de futbol amb seu a Navalcarnero, a la comunitat autònoma de Madrid, Espanya. Fundat l'any 1961, juga a Segona Divisió RFEF - Grup 1, celebrant partits a casa a l' Estadi Mariano González, de 2.500 places.

## Història

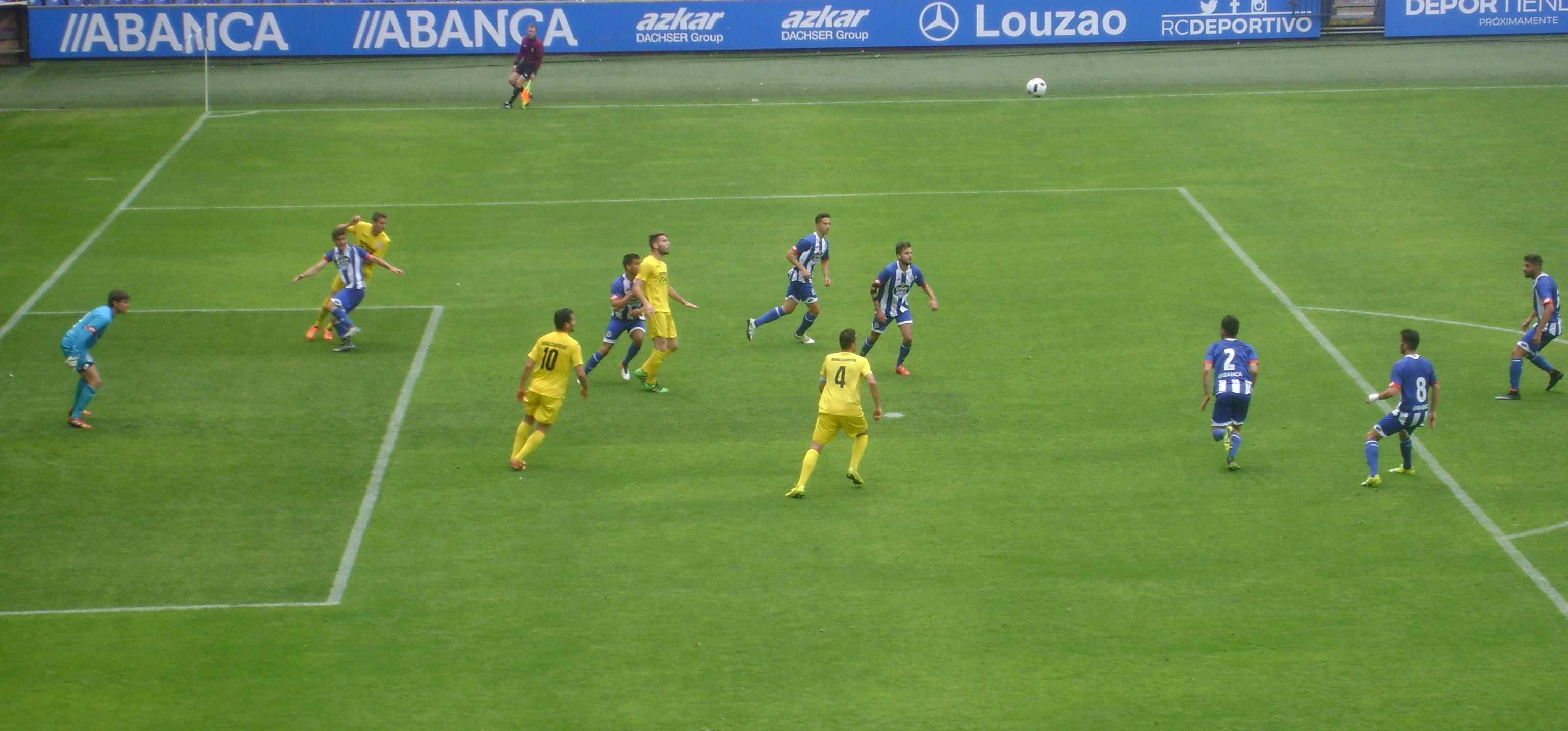
Deportivo de La Corunya B vs. Navalcarnero

L'equip es va fundar l'any 1961 i es va inscriure a la Federació Castellana l'11 d'agost d'aquell any per poder jugar en categories inferiors del sistema de lliga espanyola de futbol. La temporada 1987–88, el Navalcarnero va debutar per primera vegada a Tercera Divisió.
El 6 de gener de 2021, el Navalcarnero va registrar un dels seus resultats més impressionants de la història recent en vèncer a casa la UD Las Palmas per 1-0 a la segona volta de la Copa del Rei 2020-21. Onze dies després, en els vuitens de final, l'equip va aconseguir el seu resultat més impressionant fins ara en vèncer a casa la SD Eibar per 3-1 i passar als vuitens de final per primera vegada en la seva història.

## Temporada a temporada
| Temporada | Nivell | Divisió    | Lloc | Copa del Rei |
| --------- | ------ | ---------- | ---- | ------------ |
| 1961–62   | 6      | 3a Reg.    | 5è   |              |
| 1962–63   | 6      | 3a Reg.    | 3r   |              |
| 1963–64   | 5      | 2a Reg.    | 14è  |              |
| 1964–65   | 5      | 2a Reg.    | 17è  |              |
| 1965–66   | 5      | 2a Reg.    | 5è   |              |
| 1966–67   | 5      | 2a Reg.    | 6è   |              |
| 1967–68   | 5      | 2a Reg.    | 13è  |              |
| 1968–69   | 5      | 2a Reg.    | 7è   |              |
| 1969–70   | 5      | 2a Reg.    | 20è  |              |
| 1970–71   | 7      | 3a Reg.    | 14è  |              |
| 1971–72   | 7      | 3a Reg.    | 9è   |              |
| 1972–73   | 7      | 3a Reg.    | 9è   |              |
| 1973–74   | 8      | 3a Reg.    | 1r   |              |
| 1974–75   | 7      | 3a Reg. P. | 2n   |              |
| 1975–76   | 6      | 2a Reg.    | 9è   |              |
| 1976–77   | 6      | 2a Reg.    | 16è  |              |
| 1977–78   | 7      | 2a Reg.    | 4t   |              |
| 1978–79   | 7      | 2a Reg.    | 3r   |              |
| 1979–80   | 6      | 1a Reg.    | 7è   |              |
| 1980–81   | 6      | 1a Reg.    | 13è  |              |

| Temporada | Nivell | Divisió    | Lloc | Copa del Rei |
| --------- | ------ | ---------- | ---- | ------------ |
| 1981–82   | 6      | 1a Reg.    | 14è  |              |
| 1982–83   | 6      | 1a Reg.    | 6è   |              |
| 1983–84   | 6      | 1a Reg.    | 3r   |              |
| 1984–85   | 6      | 1a Reg.    | 3r   |              |
| 1985–86   | 5      | Reg. Pref. | 15è  |              |
| 1986–87   | 5      | Reg. Pref. | 5è   |              |
| 1987–88   | 4      | 3a         | 12è  |              |
| 1988–89   | 4      | 3a         | 8è   |              |
| 1989–90   | 4      | 3a         | 10è  |              |
| 1990–91   | 4      | 3a         | 14è  |              |
| 1991–92   | 4      | 3a         | 18è  |              |
| 1992–93   | 4      | 3a         | 20è  |              |
| 1993–94   | 5      | Reg. Pref. | 4t   |              |
| 1994–95   | 5      | Reg. Pref. | 2n   |              |
| 1995–96   | 4      | 3a         | 17è  |              |
| 1996–97   | 5      | Reg. Pref. | 1r   |              |
| 1997–98   | 4      | 3a         | 16è  |              |
| 1998–99   | 4      | 3a         | 11è  |              |
| 1999–2000 | 4      | 3a         | 12è  |              |
| 2000–01   | 4      | 3a         | 14è  |              |

| Temporada | Nivell | Divisió | Lloc    | Copa del Rei     |
| --------- | ------ | ------- | ------- | ---------------- |
| 2001–02   | 4      | 3a      | 3r      |                  |
| 2002–03   | 4      | 3a      | 2n      |                  |
| 2003–04   | 4      | 3a      | 4t      |                  |
| 2004–05   | 3      | 2a B    | 19è     |                  |
| 2005–06   | 4      | 3a      | 12è     |                  |
| 2006–07   | 4      | 3a      | 7è      |                  |
| 2007–08   | 4      | 3a      | 2n      |                  |
| 2008–09   | 3      | 2a B    | 17è     |                  |
| 2009–10   | 4      | 3a      | 7è      |                  |
| 2010–11   | 4      | 3a      | 16è     |                  |
| 2011–12   | 4      | 3a      | 18è     |                  |
| 2012–13   | 5      | Pref.   | 6è      |                  |
| 2013–14   | 5      | Pref.   | 2n      |                  |
| 2014–15   | 4      | 3a      | 2n      |                  |
| 2015–16   | 4      | 3a      | 2n      |                  |
| 2016–17   | 3      | 2a B    | 15è     |                  |
| 2017–18   | 3      | 2a B    | 6è      |                  |
| 2018–19   | 3      | 2a B    | 19è     | Primera ronda    |
| 2019-20   | 4      | 3a      | 1r      |                  |
| 2020-21   | 3      | 2a B    | 6è / 5è | Setzens de final |

| Temporada | Nivell | Divisió | Lloc | Copa del Rei |
| --------- | ------ | ------- | ---- | ------------ |
| 2021–22   | 4      | 2a RFEF |      |              |

- 6 temporades a Segona Divisió B
- 1 temporada a Segona Divisió RFEF
- 23 temporades a Tercera Divisió